# نورتون سابکورس
نورتون سابکورس (به انگلیسی: Norton Subcourse) یک روستا و محله مدنی در بریتانیا است که در South Norfolk واقع شده‌است. نورتون سابکورس ۹٫۰۵ کیلومتر مربع مساحت و ۲۹۸ نفر جمعیت دارد.